# Kiunga ballochi
Kiunga ballochi är en fiskart som beskrevs av Allen, 1983. Kiunga ballochi ingår i släktet Kiunga och familjen Pseudomugilidae. IUCN kategoriserar arten globalt som akut hotad. Inga underarter finns listade i Catalogue of Life.